# Павловка (Приволжское муниципальное образование)
Павловка — село в Марксовском районе Саратовской области, в составе Приволжского муниципального образования.
Основано как немецкая колония Паульское в 1767 году
Население — 1697 (2010)

## История
Основана в 1767 году вызывателем бароном Борегардом. Первые поселенцы — 87 семей из Гессен-Дармштадта, Саксонии и Бранденбурга. Названа в честь наследника престола (будущего императора Павла I). По указу от 26 февраля 1768 года о наименованиях немецких колоний сохранила прежнее название. После 1915 года получила название Павловка.
Колония входила в состав Екатериненштадтского колонистского округа Вольского уезда (с 1835 года Николаевского уезда) Саратовской губернии, с 1851 года — того же уезда Самарской губернии. С 1871 года — село Екатериненштадтской волости Николаевского уезда.
Церковная община относилась к приходу Южный Екатериненштадт. 29 сентября 1905 года утвержден самостоятельный приход Паульское (включал Паульское, Нидермонжу, Теляуза, Борегард). Деревянная церковь построена в 1801 году, перестроена в 1860 году, деревянная, на 700 мест. В 1917 году в собственности церкви была звонница, земельный участок, покойницкая. Церковь закрыта в 1935 году.
В 1910 году в селе насчитывалось 317 дворов, земельный надел составлял 6175 десятин удобной и 2705 десятин неудобной земли. Село имело церковь, земскую (открыта в 1893 году) и церковно-приходскую школы, маслобойню. Кроме земледелия жители занимались соломоплетением, разведением табака, изготавливали курительные трубки.
После образования трудовой коммуны (автономной области) немцев Поволжья и до ликвидации АССР немцев Поволжья в 1941 году, село Паульское — административный центр Паульского сельского совета Марксштадтского кантона.
В голод 1921 года в селе родилось 149, умерли 386 человек. В 1926 году в селе имелись сельсовет, кооперативная лавка, сельскохозяйственное кредитное товарищество, начальная школа, изба-читальня. В 1926 году в Паульский сельсовет входили: село Паульское, выселки Мечетка и Суслы. В том же году организовано первое товарищество по обработке земли. В период коллективизации организованы колхозы имени Ворошилова, «Ротер Штюрмер», имени Орджоникидзе.. В 1927 году селу возвращено название Паульское
28 августа 1941 года был издан Указ Президиума ВС СССР о переселении немцев, проживающих в районах Поволжья. Немецкое население депортировано в Сибирь и Казахстан, село, как и другие населённые пункты Марксштадтского кантона было включено в состав Саратовской области, переименовано в Павловка.

## Физико-географическая характеристика
Село находится в Низком Заволжье, относящемся к Восточно-Европейской равнине, на южном берегу залива Волгоградского водохранилища, образованного в устье реки Малый Караман, напротив села Приволжское. Высота центра населённого пункта — 20 метров над уровнем моря. В окрестностях населённого пункта распространены тёмно-каштановые солонцеватые и солончаковые почвы.
По автомобильным дорогам расстояние до областного центра города Саратова — 57 км, до города Энгельс — 47 км, до районного центра города Маркс — 6 км. У села проходит региональная автодорога Р226 (Волгоград — Энгельс — Самара)
Климат
Климат умеренный континентальный (согласно классификации климатов Кёппена — Dfa). Многолетняя норма осадков — 478 мм. Наибольшее количество осадков выпадает в ноябре и декабре — по 49 мм, наименьшее в марте — 28 мм. Среднегодовая температура положительная и составляет + 6,6 °С, средняя температура самого холодного месяца января −10,1 °С, самого жаркого месяца июля +22,8 °С.
Часовой пояс
Павловка, как и вся Саратовская область, находится в часовой зоне МСК+1. Смещение применяемого времени относительно UTC составляет +4:00.

## Население
| 1767  | 1773  | 1788  | 1798  | 1816  | 1834  | 1850  |
| ----- | ----- | ----- | ----- | ----- | ----- | ----- |
| 280   | ↗326  | ↘297  | ↗374  | ↗546  | ↗956  | ↗1320 |
| 1859  | 1889  | 1897  | 1904  | 1910  | 1920  | 1922  |
| ↗1675 | ↗2095 | ↗2424 | ↗3166 | ↗3701 | ↘3344 | ↘1856 |
| 1923  | 1926  | 1931  | 2002  | 2010  |       |       |
| ↗2049 | ↗2370 | ↗3071 | ↘1620 | ↗1697 |       |       |

В 1931 году немцы составляли свыше 99 % населения села

## Инфраструктура
В селе имеются средняя школа, детский сад, дом культуры, фельдшерско-акушерский пункт, отделение связи, стадион. В селе расположено ЗАО «ПЗ „Трудовой“», наиболее масштабный молочный комплекс в регионе. Одна из улиц в селе была названа в честь первого ректора объединённого СГАУ им. Н. И. Вавилова Бориса Зямовича Дворкина.